# رابرت گیلسپی (بازیکن فوتبال زاده ۱۹۰۴)
رابرت گیلسپی (انگلیسی: Robert Gillespie; ۴ اکتبر ۱۹۰۴ – ۱۹۷۱ (۶۶−۶۷ سال)) بازیکن فوتبال اهل بریتانیا بود.
از باشگاه‌هایی که در آن بازی کرده‌است می‌توان به باشگاه فوتبال اولدهام اتلتیک، باشگاه فوتبال لوتون تاون، باشگاه فوتبال بارو، باشگاه فوتبال نلسون، باشگاه فوتبال بوستون یونایتد، باشگاه فوتبال نورتویچ ویکتوریا، باشگاه فوتبال پورت ویل، و باشگاه فوتبال ورکسام اشاره کرد.